# Pinocetus
Pinocetus – wymarły rodzaj walenia z rodziny Cetotheriidae.

## Biologia
Żył w płytkim mioceńskim morzu, 12–15 mln lat temu. Waleń posiadał pierwotne otwory nosowe, i nie był dobrym pływakiem, na co wskazują tylko cztery pary żeber połączone z kręgami poprzez głowę i guzki. Klatka piersiowa Pinocetusa była wydłużona, a jej przekrój od przodu miał kształt owalny, przez co płuca zwierzęcia były usadowione nisko, co zmniejszało stabilność ciała oraz efektywność pływania. Płetwy Pinocetusa mogły się poruszać ruchem obrotowym dzięki półkolistej główce kości ramiennej, lecz przez wydłużoną kość ramienną oraz słabo umięśnione kończyny jego ruchy były niesprawne. Przednia część klatki piersiowej uniemożliwiała mu nurkowanie głębinowe, przez co żył na płyciznach. Całkowita długość szkieletu wynosi 4 metry oraz 20 cm.

## Historia
Pierwszy szkielet został znaleziony w Nowej Wsi niedaleko miejscowości Pińczów w latach 50. XX wieku, a jego restauracja trwała 20 lat. Drugi, lepiej zachowany szkielet został znaleziony w 1993 roku. Znaleziono 3 okazy, z czego dwa z nich znajdują się muzeach. Pierwszy okaz znajduje się w Muzeum we Wrocławiu, a trzeci okaz w muzeum geologicznym w Kielcach.

## Etymologia
- Pinocetus: Pińczów, Polska; gr. κητος kētos ‘wieloryb’[1].
- polonicus: średniowiecznołac. Polonicus ‘Polak, polski’, od łac. Polonia ‘Polska’[2].